# 卡尼斯蒂奧半島
73°48′S 102°20′W / 73.800°S 102.333°W
卡尼斯蒂奧半島（英語：Canisteo Peninsula）是南極洲的半島，位於阿蒙森海的最東端，處於費雷羅灣和克蘭頓灣之間，長50公里、寬30公里，該半島以美國海軍油船命名。